# Liste der Biografien/Benl
Liste der Biografien |
Portal Biografien |
Personensuche
# |
A |
B |
C |
D |
E |
F |
G |
H |
I |
J |
K |
L |
M |
N |
O |
P |
Q |
R |
S |
T |
U |
V |
W |
X |
Y |
Z |
?
 
Ba |
Be |
Bd |
Bg |
Bh |
Bi |
Bj |
Bl |
Bm |
Bn |
Bo |
Br |
Bs |
Bu |
Bw |
By |
Bz
 
Bea–Beb |
Bec |
Bed |
Bee |
Bef |
Beg |
Beh |
Bei |
Bej |
Bek |
Bel |
Bem |
Ben |
Beo |
Bep |
Beq |
Ber |
Bes |
Bet |
Beu |
Bev |
Bew |
Bex |
Bey |
Bez
 
Bena |
Benb |
Benc |
Bend |
Bene |
Benf |
Beng |
Benh |
Beni |
Benj |
Benk |
Benl |
Benm |
Benn |
Beno |
Benq |
Benr |
Bens |
Bent |
Benu |
Benv |
Benw |
Beny |
Benz
Die Liste der Biografien führt alle Personen auf, die in der deutschsprachigen Wikipedia einen Artikel haben. Dieses ist eine Teilliste mit 7 Einträgen von Personen, deren Namen mit den Buchstaben „Benl“ beginnt.

## Benl
- Benl, Oscar (1914–1986), deutscher Japanologe

### Benla
- Benlamri, Djamel (* 1989), algerischer Fußballspieler

### Benle
- Benler, Talât (* 1915), türkischer Diplomat

### Benli
- Benlian, Alexander (* 1976), deutscher Wirtschaftsinformatiker und Hochschullehrer

### Benll
- Benlliure y Gil, José (1855–1937), spanischer Maler
- Benlloch y Vivó, Juan (1864–1926), spanischer Geistlicher, Erzbischof von Burgos und Kardinal der Römischen Kirche
- Benlloch, Julio (1893–1919), spanischer Bildhauer